# Massacre de Eilabum

O massacre de Eilabun foi um massacre cometido pelas forças da Brigada Golani do exército israelense durante a Operação Hiram em 30 de outubro de 1948, matando 14 homens da aldeia palestina de Eilabun, na Galiléia, de maioria cristã. 12 deles foram executados por um pelotão de fuzilamento, então o massacre foi seguido por uma deportação em massa dos aldeões para o Líbano, antes que eles pudessem retornar a ele depois de vários meses. Está entre as poucas aldeias palestinas cujos moradores foram autorizados a retornar.

## Eventos de massacre
A Brigada Golani ocupou a vila de Eilabun em 30 de outubro de 1948, após derrotar uma divisão do Exército de Liberação  Árabe (ALA) e sua retirada para o norte, onde os moradores se reuniram nas igrejas e o clero anunciou oficialmente sua rendição, mas os soldados os levaram para fora das igrejas e os enxamearam na praça da aldeia, aterrorizando-os com tiros, que  Um homem foi morto por seus filhotes, e então o comandante da divisão escolheu outros 12 jovens, executou-os com balas e expulsou o resto à força com o objetivo de deportá-los para o Líbano e, durante a deportação, outro homem foi morto. Israel deportou a grande maioria do clã al-Mawasi para a Síria, clã cujos membros atingiam cerca de 2.000 pessoas nas regiões da Galiléia, Tiberíades e Safed naquela época, e parte deles permaneceu na aldeia de Eilaboun.
O historiador israelense Benny Morris menciona, em seu livro de 2004 The Birth of the Palestinian Refugee Problem Revisited (O nascimento do problema dos refugiados palestinianos Revisitado), que os soldados encontraram as cabeças de dois soldados israelenses, que haviam sido mortos pelo Exército de Salvação, como pano de fundo do massacre.
O pároco da igreja da aldeia, Marcus Muallem, comunicou a notícia do massacre aos governos europeus, às Nações Unidas e ao Vaticano, que pressionou Israel e o obrigou a devolver o povo de Eilabun à sua aldeia após cerca de duas semanas de ocupação, expulsão e massacre. Depois que os aldeões chegaram como refugiados ao Líbano no campo de refugiados de Mieh Mieh, eles retornaram gradualmente à sua aldeia.Muitos deles foram perseguidos e presos durante a Marcha do Retorno, que durou vários meses.

## Os nomes das vítimas
1. Badi' Jries Zureik
2. Raja Mikhael Khalil Nakhleh
3. “Grace Shibli Hayek”
4. Zaki Musa, um sapateiro de palmeira
5. Hanna Ibrahim Khoury Ashkar
6. Azar Salem Muslim
7. Semaan Grace Choufani
8. “Abdullah Semaan Choufani”
9. “Fadl Fadlo Ailbouni”
10. Fouad Nofal Zureik
11. milad de Fayyad Suleiman
12. “Mikhail Mitri Shami”
13. Naeem Ghantous Zureik
14. Muhammad Khaled Asaad